# Aude Massot
Pour les articles homonymes, voir Massot.
Aude Massot est une auteure de bande dessinée française née le 27 septembre 1983 aux Lilas.

## Biographie
Aude Massot étudie quatre ans à l'Institut Saint-Luc de Bruxelles jusqu'en 2006. Elle travaille ensuite à Paris dans la publicité et l'animation.
En 2009 paraît son premier album, qu'elle dessine sur un scénario de Fabien Bertrand : Chronique d'une chair grillée (éd. Les Enfants Rouges), une narration « sombre et cynique ». Avec le même scénariste, elle livre La sulfureuse épopée des bandits Miki et Magda en 2011 et 2013, qui sous un angle humoristique raconte l'histoire d'un « couple de braqueurs mythiques ». Massot s'associe ensuite avec Édouard Bourré-Guilbert et Pauline Bardin, qui écrivent pour elle le scénario de Québec land, publié en 2014 et qui porte sur deux jeunes Français expatriés sous un angle humoristique. À l'origine, Édouard Bourré-Guilbert et Pauline Bardin (et leur chat Gaspard), originaires du Mans, s'installent temporairement en 2011 à Montréal et tiennent une chronique ; ils entrent en contact avec Aude Massot, qui elle aussi a séjourné à Montréal. Les épisodes sont diffusés gratuitement sur Delitoon pendant plusieurs mois et connaissent un certain succès avant que Sarbacane propose une publication.
Aude Massot entreprend seule une bande dessinée de reportage sur le SAMU social, publiée par Steinkis en 2017 : Chronique du 115. Inspirée par les récits d'une assistante sociale, elle rencontre Xavier Emmanuelli et accompagne les maraudes. Elle poursuit dans la même veine documentaire en collaborant avec Karim Lebhour, « correspondant de RFI à l’ONU de 2010 à 2014 », pour une bande dessinée sur l'Organisation des Nations unies : Une saison à l'ONU, au cœur de la diplomatie mondiale (2018). L'ouvrage est chroniqué par divers médias, comme Le Monde, France Inter, La Croix, Actua BD, BoDoï, BD Gest', Le Petit Journal. L'album fait partie de la sélection au prix France Info.

## Œuvres
- Chronique d'une chair grillée (dessin), scénario de Fabien Bertrand, Les Enfants Rouges, coll. « Coquelicot », 2009  (ISBN 978-2-354-19019-4)
- La Sulfureuse Épopée des bandits Miki et Magda (dessin), scénario de Fabien Bertrand, Les Enfants Rouges, coll. « Coquelicot »

1. La Propagande par le fait, 2011  (ISBN 978-2-354-19046-0)
2. Quand la croix brûle, 2013  (ISBN 978-2-354-19054-5)

- Québec land (dessin), scénario d'Édouard Bourré-Guilbert et Pauline Bardin, Sarbacane, 2014  (ISBN 978-2-84865-707-3)
- Chronique du 115, Steinkis, 2017  (ISBN 978-2-368-46022-1)
- Une saison à l'ONU, au cœur de la diplomatie mondiale (dessin), scénario de Karim Lebhour, Steinkis, 2018  (ISBN 978-2-368-46128-0)
- Robinson à Pékin (dessin), scénario d'Éric Meyer, Urban Comics, 2021
- Ouagadougou Pressé (dessin), scénario de Roukiata Ouedraogo, Sarbacane, 2021
- Les grandes et les petites choses(dessin), scénario de Rachel Khan, Nathan bandes dessinées, 2022